# Šugovský potok
Šugovský potok je potok v regionu Turňa, v západní části okresu Košice-okolí. Je to pravostranný přítok Bodvy, měří 5 km a je tokem V. řádu. Protéká údolím Šugov na katastrálním území města Medzev. Celá oblast údolí Šugovského potoka byla v minulosti známa výrobou železa v hamrech (více než 15), z nichž se dodnes zachovalo několik spolu se zbytky malých vodních nádrží.

## Pramen
Pramení ve Volovských vrších, v podcelku Pipitka, na severozápadním svahu Šugovského vrchu (705,4 m n. m.) v lokalitě Pod Darážkou, v nadmořské výšce přibližně 485 m n. m.

## Popis toku
Od pramene teče nejprve na sever, vytváří oblouk ohnutý na východ, zleva přibírá přítok z oblasti Strážného a stáčí se severovýchodním směrem. Na JZ úpatí Strážného kopce (470,5 m n. m.) se stáčí na východ a protéká chatovou osadou. Následně se znovu stáčí na severovýchod, z pravé strany přibírá významný přítok (2,8 km) ze SSZ svahu Šugovského vrchu a na dvou úsecích se rozvětvuje na dvě ramena. Těsně před ústím vstupuje do Košické kotliny, do podcelku Medzevská pahorkatina, kde se zleva odděluje uměle vybudovaný náhon a hlavní koryto ústí VJV od centra Medzev v nadmořské výšce cca 290 m n. m. do Bodvy.